# カルディラーダ

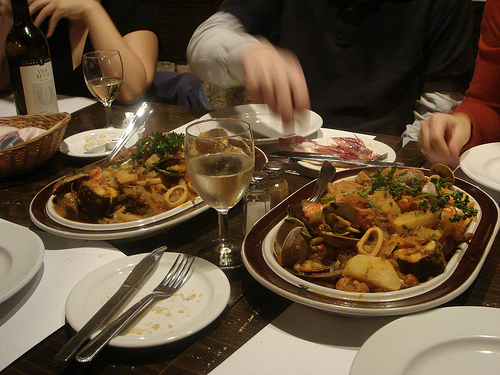
カルディラーダ

カルディラーダ(Caldeirada)は、様々な種類の魚とジャガイモを他の具材とともに煮込んだシチューであり、ポルトガル料理、ガリシア料理である。「混ぜられる魚は町ごとに異なり、その町の漁師がどんな種類の魚を漁獲するかに依る」と言われている。
フランスのブイヤベース、ギリシアのカカビア、スペインのサルスエラ、イタリアのカッチュッコ等と似ている。
ある料理書では、「淡泊な魚と脂の乗った魚を半々に混ぜる」と書かれており、ハマグリやムール貝等の貝類、またしばしばイカやタコも用いられる。このレシピでは、サバ、メカジキ、マグロ等の脂の乗った魚と、タラ、アンコウ、メルルーサ、ヒラメ、コダラ等の淡泊な白身魚から2種類ずつに加え、エビ、殻付きのムール貝、イカ等が用いられる。
別の料理書では、典型的な取り合わせとして、アナゴ、カスザメ、スズキまたはタイ、ホウボウ、イワシ、エイ、エビ、ハマグリを挙げている。
さらに別の料理書では、1人当たり11ポンドの魚介類に加え、野菜（ジャガイモ、タマネギ、ピーマン、トマト）、スパイス（食塩、黒コショウ、ベイリーフ、コリアンダー、パセリ、パプリカ、白コショウ、オレガノ）、更にその他の素材（ヴェルミチェッリ、オリーブ油、オールスパイス、ポートワイン]、白ワイン、ウイスキーまたはブランデー）を用いるとされている。貝類が既に塩水を含んでいるため、食塩を加えないレシピもある。
この料理は、かつてポルトガルの植民地でもあったブラジルでも知られ、川魚とコリアンダーの香りの良いチャウダーとして説明される。